# 龍田神社

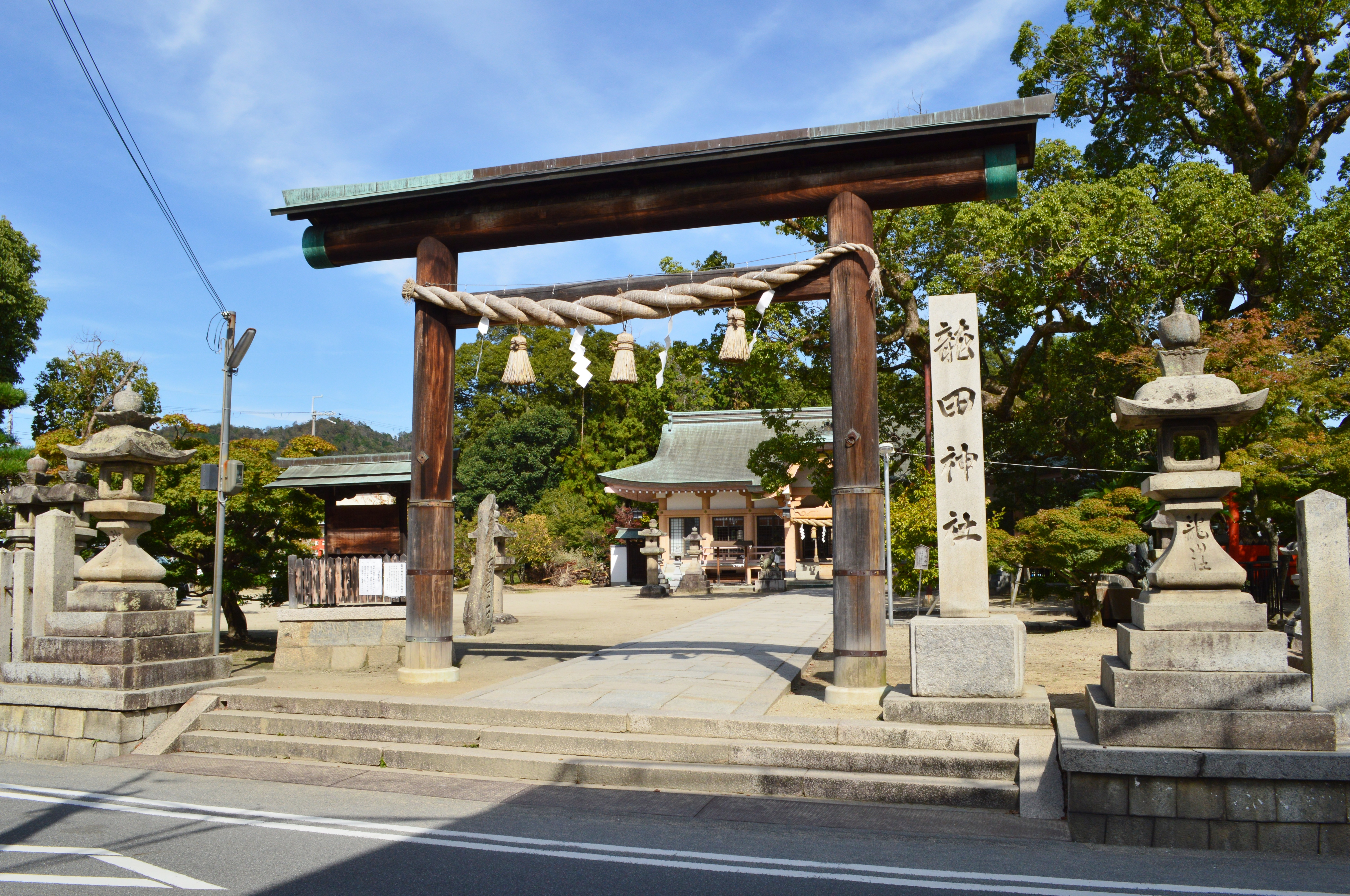
鳥居

龍田神社（たつたじんじゃ）は、奈良県生駒郡斑鳩町龍田にある神社。式内社で、旧社格は県社。

## 祭神
現在の祭神は次の通り。
本殿
- 天御柱大神
- 国御柱大神

右社殿
- 龍田比古大神
- 龍田比女大神

左社殿
- 天児屋根大神
- 外三大神

延長5年（927年）成立の『延喜式』神名帳における祭神の記載は2座。同帳では「龍田比古龍田比女神社二座」と記載され、元々の祭神は龍田比古神・龍田比女神の2柱であることが知られる。これに関して、龍田大社から天御柱命・国御柱命の2神が勧請され、元々の祭神は忘れられたとする説等がある。『大和志』では、龍田大社（三郷町立野）の本宮に対して当社を「龍田新宮」とする。

## 歴史
社伝では、聖徳太子が法隆寺の寺地を探し求めていた際、白髪の老人に化身した龍田大明神に逢い、「斑鳩の里こそが仏法興隆の地である。私はその守護神となろう」と言われたので、その地に法隆寺を建立し、鎮守社として龍田大明神を祀る神社を創建したという。
延長5年（927年）成立の『延喜式』神名帳では大和国平群郡に「龍田比古龍田比女神社二社（二座）」と記載され、式内社に列している。
明治維新後、神仏分離によって法隆寺から分離し、境内にあった寺院関連建物は全て破却された。明治4年（1871年）には三郷町立野の龍田神社（現在の龍田大社）の摂社となった。大正11年（1922年）3月に龍田大社から独立し、近代社格制度において県社に列している。

## 境内

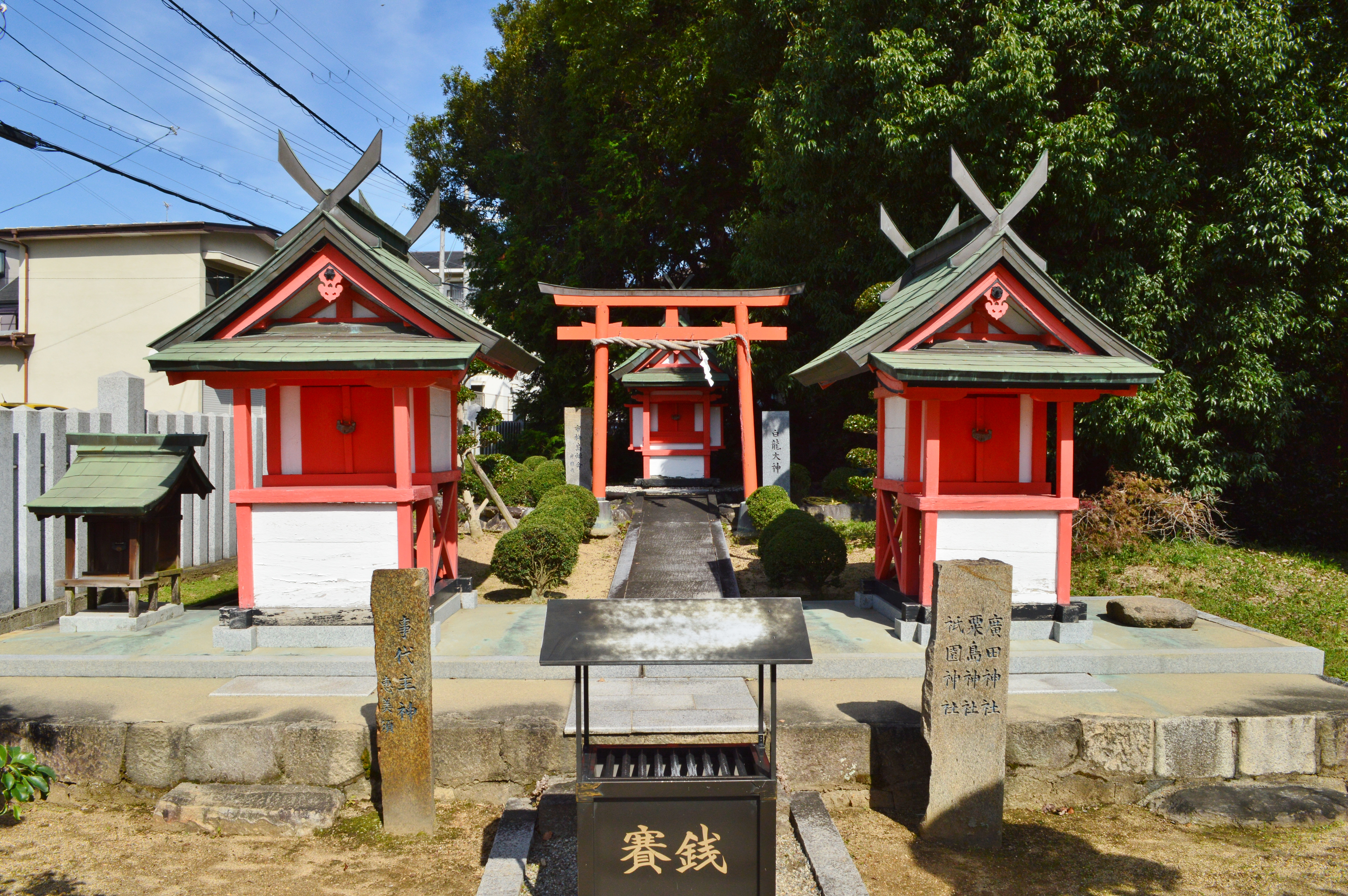
境内社
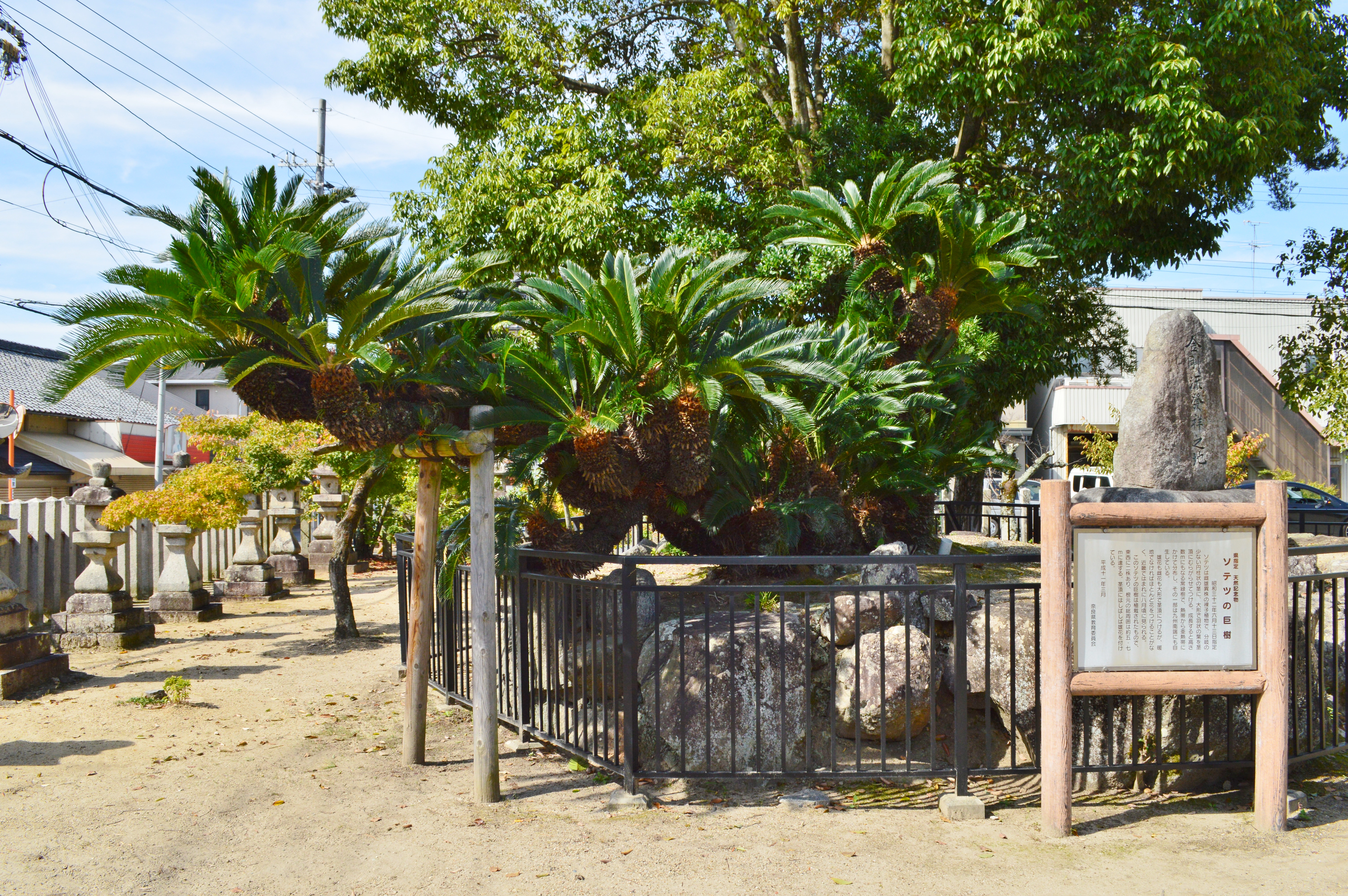
ソテツ 西株（奈良県指定天然記念物）
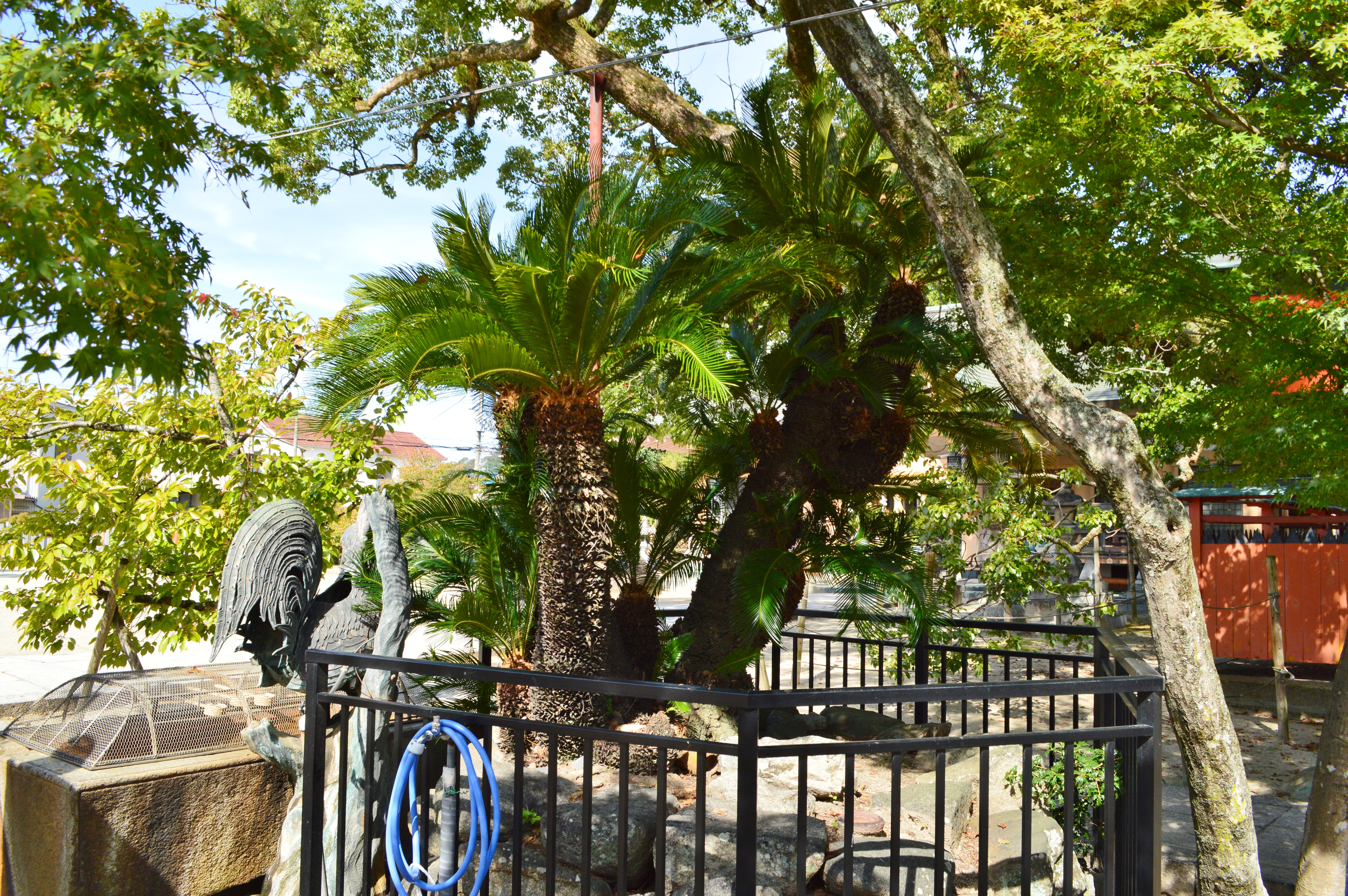
ソテツ 東株（奈良県指定天然記念物）
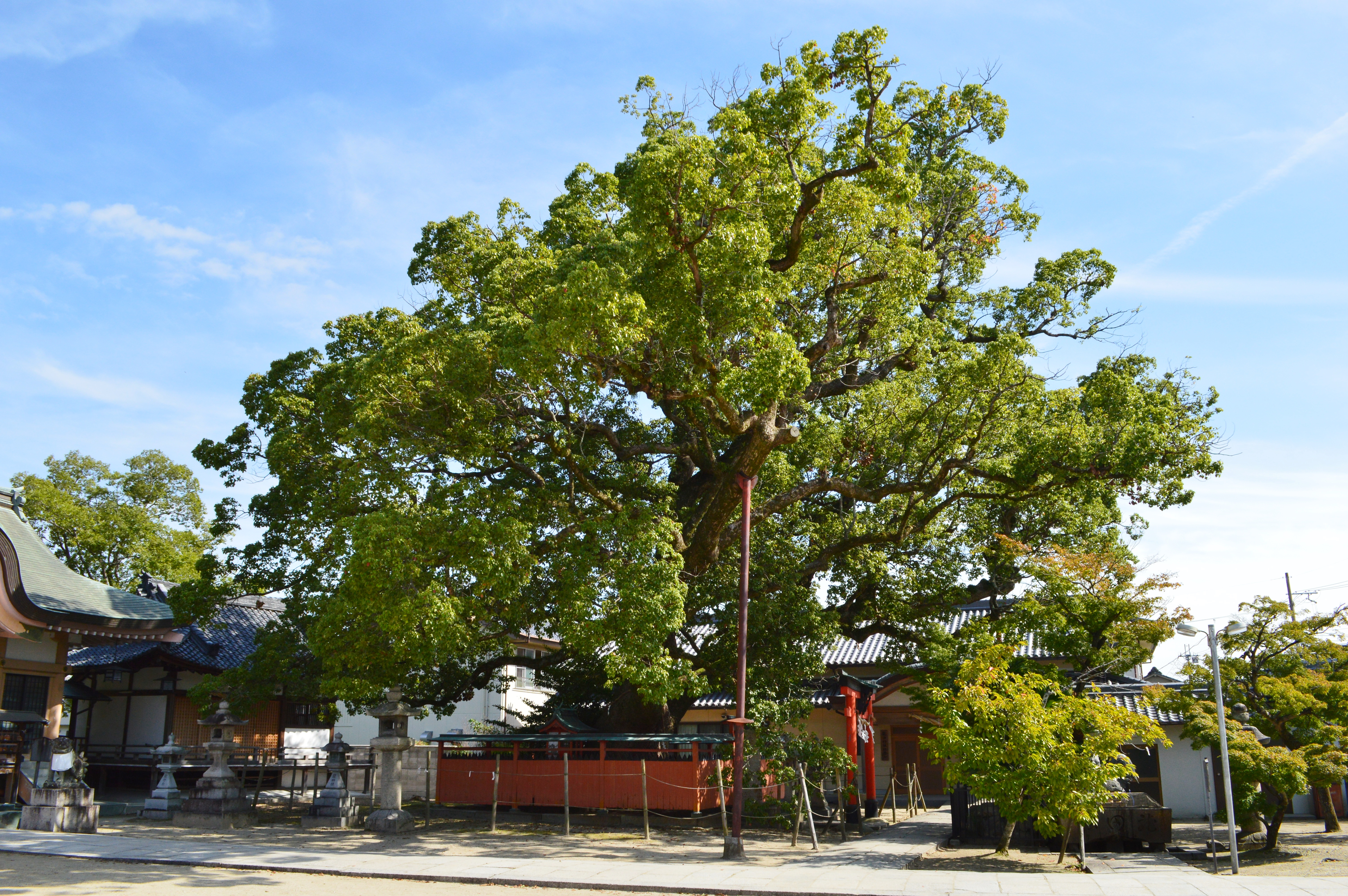
クス
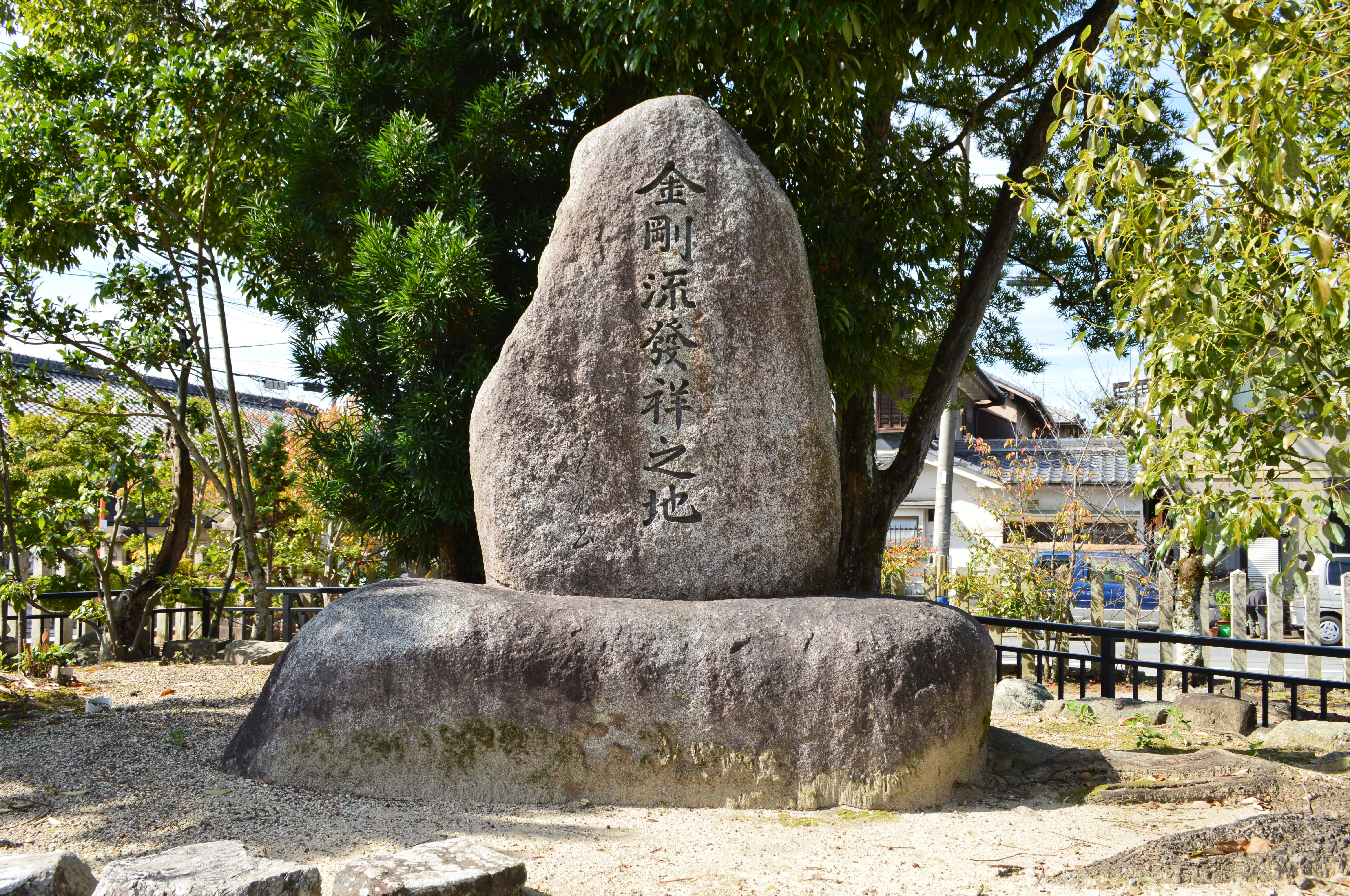
金剛流発祥之地碑

## 文化財

### 奈良県指定文化財
- 天然記念物
  - ソテツの巨樹 - 昭和32年（1957年）6月13日指定[3]。

### 関連文化財
- 法界寺本堂（薬師堂） - 国の重要文化財（建造物）。龍田神社神宮寺の伝燈寺（現在は廃寺）から法界寺（京都府京都市伏見区）へ移築されたもの。明治42年（1909年）4月5日指定[4]。

## 現地情報
所在地
- 奈良県生駒郡斑鳩町龍田1-5-6

交通アクセス
- 西日本旅客鉄道（JR西日本）大和路線・近畿日本鉄道（近鉄）王寺駅から、奈良交通バスで「龍田神社前」下車（乗車時間約8分、下車後徒歩すぐ）